# Čas pomsty (film)
Čas pomsty (v originále Joshua Tree nebo také alternativně Army of One) je americký akční film z roku 1993, který režíroval Vic Armstrong podle scénáře Stevena Pressfielda. Ve filmu hrají Dolph Lundgren, Kristian Alfonso a George Segal. Většina filmu byla natočena v Los Angeles, Lone Pine, Agua Dulce a v Národním parku Joshua Tree v jižní Kalifornii. Závěrečné scény byly natočeny v oblasti Cottonwood Canyon v pohoří Sierra Nevada.

## Děj
Anthony Santee je bývalý závodní řidič, který se po smrti své matky dal na dráhu zločinu. Santee a jeho přítel Eddie Turner se živí nelegální přepravou exotických kradených aut.
Santeeho poslední úkol je přepravit zboží přes poušť, ale zastaví je dopravní policista. Důstojník si všimne, že Turner má za zády schovanou zbraň, a chystá se ho zatknout, když najednou přijdou dva policisté Frank Severance a Jack "Rudy" Rudisill. Po krátké přestřelce jsou Eddie a důstojník zabiti a Santee je zraněn.
Po zotavení ve vězeňské nemocnici Santee uprchne během přepravy do fiktivního vězení San Gorgonio Penitentiary poté, co správně vycítí, že jeho strážci ho chtějí zavraždit. Zraněný a na útěku Santee unese Ritu Marrick z nedaleké benzínové pumpy, aniž by věděl, že je policejní důstojnicí.
Ritin partner Michael Agnos vede pátrání po Santeem a Ritě. Jak Santee uniká zatčení s pomocí Eddieho vdovy a dítěte, Severance a Rudisill pokračují ve svém vyšetřování. Ritin pokus o útěk, který donutí Santeeho zneškodnit blízké policejní důstojníky (místo aby je zabil), přivede Ritu na pochyby o Santeeho vině.
Santee propustí Ritu a vtrhne do Severanceova domu, kde donutí jeho manželku Esther, aby mu dala telefonní číslo na bývalého spolupracovníka Jimmyho Shoeshine, od kterého požaduje platby, které dluží jemu a Eddiemu. Tam se k Santeemu znovu připojí Rita, která v domě najde důkazy podporující jeho tvrzení, a společně uprchnou; těsně se vyhnou střelbě od Esther a důstojníka dopravní policie.
V Shoeshineově skladu Santee drží Ritu mimo nebezpečí a v přestřelce zdecimuje Shoeshineovy mechaniky. Poté, co od Shoeshinea vynutí peníze, se Shoeshineovi podaří uniknout díky včasnému příjezdu Severance a Rudisilla. V sérii zpětných záběrů je odhaleno, že Severance a Rudisill jsou vůdci Shoeshineova pašeráckého kruhu zlodějů aut a že zabili dopravního policistu a Eddieho, aby zajistili své území. Následně pár zavraždí jak Jimmyho, který reagoval na přestřelku, tak Michaela, protože vědí příliš mnoho. Rita, zdrcená Michaelovou smrtí, se připojí k Santeemu v zoufalém závodě o vlastní život. Jak Severance a Rudisill pronásledují Santeeho a Ritu, důstojník ohledávající místo činu objeví záznam z bezpečnostní kamery, na kterém je zachyceno, jak Severance zabíjí Michaela.
Severance a Rudisill doženou Santeeho a Ritu na stěně útesu po dlouhém pronásledování autem. Santee zabije Rudisilla, čímž pomstí Eddieho a zapojí se do rvačky s Severancem. Právě, když ho Santee přemůže a chystá se popravit Severance, přijdou policisté. Oddělí Santeeho od Severance a Severance je zatčen a odveden. Později je zraněný Santee očištěn od obvinění díky Ritě. Po těchto událostech se Santee a Rita políbí a vrací se do normálního života.

## Obsazení
- Dolph Lundgren jako Anthony Santee
- Kristian Alfonso jako Rita Marrick
- Matt Battaglia jako Michael Agnos
- George Segal jako poručík Franklin L. Severance
- Michael Paul Chan jako Jimmy "Shoeshine"
- Beau Starr jako detektiv Jack "Rudy" Rudisill
- Geoffrey Lewis jako šerif Cepeda
- Michelle Phillips jako Esther Severance
- Nick Chinlund jako zástupce Tomay
- Bert Remsen jako Woody Engstrom
- Ken Foree jako Eddie Turner
- Khandi Alexander jako Maralena Turner
- Marcus Brown jako E.G. Turner
- Rondi Reed jako detektiv Chelsey
- Edward Stone jako detektiv Jordan
- Jason Ross-Azikiwe jako důstojník Macher
- Charlie Holliday jako důstojník Hines
- Jophery Brown jako ospalý policista